# Nissan Townpod
Das Konzeptfahrzeug Nissan Townpod war ein Elektroauto, das Nissan 2010 auf dem Auto-Salon Paris präsentierte.
Der Townpod wurde entwickelt mit dem Ziel Vielseitigkeit, um sich an unterschiedliche Bedürfnisse anpassen zu können. Nissan wollte mit dem Konzept Townpod die Möglichkeit der Verwendung von sowohl proprietären als auch von Drittanbietern stammendem Zubehör demonstrieren, wodurch die Kunden die inneren Spezifikationen ihres Fahrzeugs auf die individuellen Bedürfnisse oder den täglichen Gebrauch anpassen könnten. Der Townpod verfügt über mehrere bekannte visuelle Elemente aus anderen Nissan-Pkws. Der Antriebsstrang im Concept Car ist die gleiche Null-Emissions-Technologie aus dem Nissan Leaf.

## Weblinks

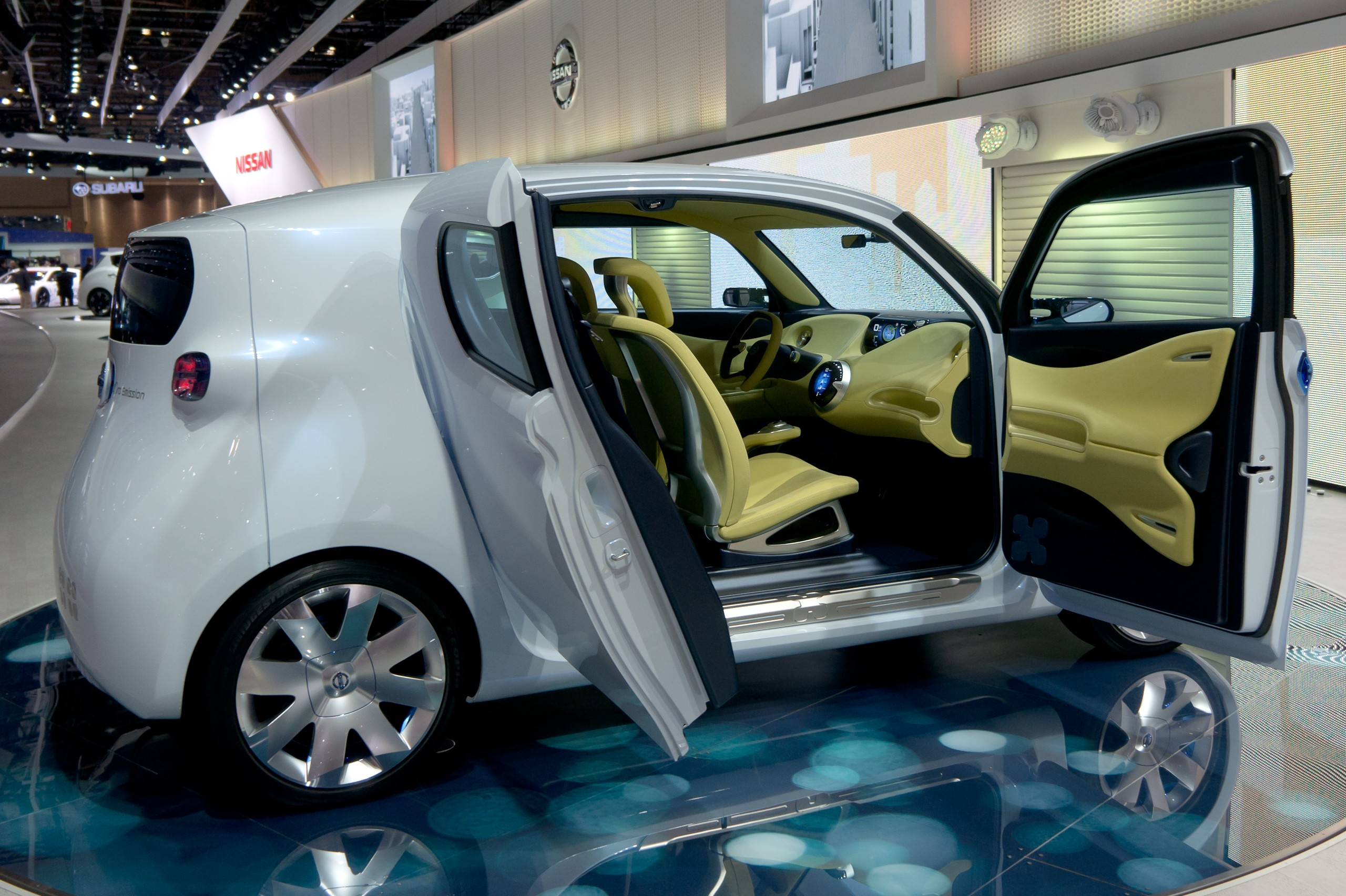
Seitenansicht